# 2016年7月巴格达恐怖袭击事件
2016年7月巴格达恐怖袭击事件，是2016年7月3日发生在伊拉克首都巴格达的炸彈襲擊。其中在南部卡拉达区一处繁忙的购物区發生的自杀炸弹恐怖袭击事件，袭击者使用自杀式卡车爆炸袭击，造成超過200人喪生，是2003年伊拉克战争以来，巴格达當地所发生造成死亡人数最多的恐怖袭击之一，也是2007年雅茲迪社區爆炸至今最嚴重的伊拉克恐怖攻擊事件。

## 事件經過
这次的恐怖袭击事件发生在斋戒月期间。
第一宗爆炸發生於7月3日午夜過後不久，一輛載有炸藥的貨車在巴格达卡拉达区一处繁忙的购物区引爆，至少292人喪生，傷者超過200人。有关官员说，随着搜救人员在瓦砾中用铁锹和手挖掘，搜索幸存者，伤亡数字可能还会上升。
第二宗爆炸在巴格達北部發生，5人喪生。

## 犯行聲明
伊斯兰国声称对这起袭击事件负责，并表示这起爆炸事件是针对伊拉克的什叶派穆斯林。

## 反應

### 國內反應
伊拉克总理海德尔·阿巴迪下令加强首都巴格达的安全措施。有些伊拉克民众对于政府无法确保人民的安全表示愤怒。
遇袭当天，伊拉克总理阿巴迪去到了遇袭地点去看望民众，但是遭遇了一些民众扔擲石块来表达内心的不满。伊拉克政府次日宣布将五名恐怖分子处以死刑，逮捕了40名被怀疑在策划恐怖袭击的人。
阿巴迪宣佈伊拉克全國為死難者哀悼3天。
在社交媒體上，一些伊拉克人對於軍警在檢查站仍然使用已知是假貨的炸彈探測器表示憤怒。阿巴迪在爆炸事件後宣佈檢查站不應再使用那些設備。
2016年7月5日，伊拉克內政部長穆罕默德·哈班向總理呈辭。哈班批評在巴格達各處設立的檢查站形同虛設。

### 國外反應
美国伊拉克问题特使柯比思表示，恐怖分子根本没有考虑到要避开穆斯林宗教节日，完全视伊斯兰宗教价值于不顾，相反，恐怖分子选择了在斋月期间、在人群聚集的市场、清真寺等地发动袭击。

## 类似事件
7月7日晚间伊斯兰国人员对巴格达北部75公里的巴拉德一处什叶派圣殿袭击，导致至少35人死亡，另有几十人受伤。自杀炸弹者使用枪和迫击炮，对赛义德·穆罕穆德圣殿发动了袭击。袭击由迫击炮开始，随后三名伊斯兰国武装人员抵达并开始向圣殿内的人群开枪。两名炸弹手随后在圣殿附近的一个市场引爆了身上的炸弹，另一名潜在的炸弹手在试图引爆炸弹前被击毙。

## 後續
2021年10月，伊拉克當局宣佈在一次國外行動中拘捕一名相信是本次襲擊幕後主謀的伊斯蘭國男性成員。